# Незихе Мухидин
Незихе Мухидин (на турски: Nezihe Muhiddin) е турска политическа лидерка, боркиня за правата на жените, суфражетка, журналистка, писателка. Считана е за символ на борбата за равноправие на жените в Турция.

## Биография и творчество
Незихе Мухидин е родена през 1889 г. в квартал Кандили, Истанбул, Турция, в семейството на прокурор и наказателен съдия. Завършва образованието си с уроци от частни учители и не получава висше образование. Изучава персийски, арабски, немски, френски език. От ранните си тийнейджърски години израства подвластна на политическите и социални проблеми и на състоянието на жените.
През 1909 г. полага изпит към Министерството на образованието и започва да работи като учител по природни науки в Девическото училище „Идади“, където среща Халиде Едип, която преподава в същото училище. Била е директор на Индустриалното училище за момичета, където преподава уроци по гимнастика, език, пиано и шиене. По-късно работи като директор на училищата „Selçuk Hatun Sultanisi“, „Kız Hayat Mektebi“ и „İzmir Hilal Sultanisi“. По време на войната превръща училището в шивачница и работи като медицинска сестра със своите ученици в болницата.
Сключва първия си брак с Мухлис бей, който е кратък. Вторият ѝ брак е с комисаря по общински фирми Мемдух Тепеделенгил, с когото имат син Малик. Използа фамилията на баща си Мухидин в литературните си произведения вместо фамилията на съпруга си.
Извън училищната си дейност публикува статии по социология, педагогика и психология във вестниците „Sabah“ и „İkdam“. Започва да пише романи, които третират темите за проблемите и правата на жените и критикуват нагласите на мъжете в брака.
Първият ѝ роман „Şebâb-ı Tebah“ (Изгубена младост) е издаден през 2011 г. В периода 1911 – 1944 г. публикува общо 17 романа, около 300 разказа и други творби. Прави преводи на творчеството на световни писатели като Гьоте и Едгар Алън По.
Мухиддин е пионерка на женското движение в страната. През 1913 г. – още в Османската империя, участва в основаването на женската организация Турска асоциация за защита на жените и през първите ѝ години е неин секретар. Тя е и сред основателите на Женския клон на Военноморското общество, създадено за подкрепа на османския флот. Бори се да гарантира признаването на политическите права на жените след обявяването на републиканския режим. 
Работи активно за правата на жените и участието им в политическия живот. През 1923 г. е инициатор за създаването на политическата Народна партия на жените на републиканските феминистки. След отказа за регистрация на партията тя се преобразува през 1914 г. в сдружение, наречено Турски женски съюз, а Мухиддин поема неговото председателство.
През 1925 г. основава списанието Turk Kadin Yolu („Турски женски път“), което издава 30 броя и обявява политическите искания на жените. Нейната дейност оказва голямо влияние за обявяването на избирателно право на жените в Република Турция през 1934 г.
За своята дейност многократно е била заплашвана, обвинявана и преследвана от държавните институции. В резултат на това през 1930-те години тя не може да се занимава с политическа дейност и се посвещава предимно на литературната си кариера.
През 1929 г. е назначена за учителка в мъжкото средно училище „Гази Осман паша“ където се пенсионира.
Незихе Мухидин умира в психиатрична болница в Истанбул, Турция на 10 февруари 1958 г.
За нейната дейност е създаден документалният филм „Да си жена е грях“ на турския режисьор Юмран Сафтер през 2018 г.

## Произведения
- Şebab-i Tebah (1911)
- Benliğim Benimdir (1929)
- Türk Kadını (1931)
- Güzellik Kraliçesi (1933)
- İstanbul'da Bir Landru (1934)
- Bozkurt (1934)
- Ateş Böcekleri (1936)
- Bir Aşk Böyle Bitti (1939)
- Avere Kadın (1943)
- Bir Yaz Gecesiydi (1943)
- Çıngıraklı Yılan (1943)
- Çıplak Model (1943)
- İzmir Çocuğu (1943)
- Kalbim Senindir (1943)
- Gene Geleceksin (1944)
- Sabah Oluyor (1944)
- Sus Kalbim Sus (1944)